# Ратко Янев
Ратко Янев (мак. Ратко Јанев) (30 березня 1939 — 31 грудня 2019) — македонський фізик-теоретик у галузі атомної фізики, член Македонської академії наук і мистецтв, дипломат.
Сфера наукових інтересів та тематика дослідницьких робіт охоплюють загальні проблеми квантової механіки, теорії атомних зіткнень (зокрема, опис непружних процесів зіткнення між атомними частинками), фізики іонізованих середовищ, фізики керованого термоядерного синтезу.

## Життєпис
Ратко Кристев Янев (болг. Радко Кръстев Янев) народився 30 березня 1939 року в місті Санданський, Болгарія (Светий Врач, Пиринська Македонія, Третє Болгарське царство). Після еміграції до Югославії закінчив середню школу у Скоп'є в 1957. Закінчив факультет електротехніки (кафедра технічної фізики) Белградського університету у 1963 році.

### Наукова та педагогічна діяльність
У 1965 закінчив аспірантуру при Природничо-математичному факультеті Белградського університету. Працював у Інституті ядерних наук «Винча». Стажування у 1966–1967 роках проходив у Ленінградському державному університеті, де працював над дисертацією: «Процеси електронного захоплення у повільних атомних зіткненнях» під керівництвом професора В. О. Фока, яку захистив у 1968 році на Природничо-математичному факультеті Белградського університету. 
З 1969 року керував аспірантами на Природничо-математичному факультеті Белградського університету.  В 1970–1973 роках працював доцентом та викладав ядерну фізику на факультеті природничо-математичних наук Університету св. Кирила і Мефодія у Скоп'є, продовжуючи викладати теоретичну фізику на посаді професора Белградського університету. Як професор «за запрошенням», читав лекції в університетах Європи (Париж, Бордо, Орхус, Стокгольм, Москва, Лондон, Дархем, Брюссель, Левен), Америки (Боулдер, Ноксвілл, Принстон), Японії (Нагоя, Токіо, Осака) та Китаю (Пекін, Шанхай, Сіань, Ченду).
У 1972 завершив роботу у Інституті ядерних наук «Винча» та перейшов у Інститут фізики в Белграді, де працював до 1987 року. Співпрацював з провідними науково-дослідними установами світу: Паризькою обсерваторією в Медоні, Фізичним інститутом у Москві, Курчатовським інститутом в Москві, Петербурзьким університетом, Лабораторією атомних зіткнень в Левені, Лабораторією фізики плазми в Принстоні, Національною лабораторією в Оук-Ридж, Національним інститутом з досліджень термоядерного синтезу в Японії, Юліхським дослідницьким центром у Юліху, Інститутом прикладної фізики та математики в Пекіні. 
Протягом 1988-1999 керував однією з програм досліджень контрольованого термоядерного синтезу в Міжнародному агентстві з атомної енергії (МАГАТЕ) Завдяки заслугам в галузі атомної фізики і високій репутації у науковій спільноті був обраний членом «Ради з зіткнень» Європейського фізичного товариства у 1993-1997 роках.
7 жовтня 1988 року був обраний позаштатним членом Македонської академії наук і мистецтв. 16 жовтня 2000 за видатний внесок у розвиток македонської та світової науки був обраний її постійним членом.
У 2002-2004 роках працював у Юліхському дослідницькому центрі і у 2004 результати його роботи були відзначені Премією Олександра фон Гумбольдта. 

### Дипломатична діяльність
Після утворення незалежної Республіки Македонія був її представником у МАГАТЕ та одним з перших міжнародних посадовців від Македонії у міжнародних установах ООН. Завдяки його зусиллям Республіка Македонія приєдналась до Міжнародного агентства з атомної енергії в 1993 році.